# Alberto Mazzocco
Alberto Mazzocco (Padova, 1951) è un imprenditore e dirigente sportivo italiano.
È stato il presidente del Calcio Padova dal 2000 al 2004.

## Biografia
Editore legato al mondo delle comunicazioni è stato il fondatore assieme a Giorgio Galante di Radio Padova nel 1975 e poi di Easy Network. Nel 2009 fonde le sue radio con quelle della holding Company Group dando vita a Sphera Holding, gruppo radiofonico attivo nel Triveneto a cui fanno capo ogni giorno oltre un milione di ascoltatori. In questo gruppo ricopre l'incarico di amministratore.
Nel 2000 rileva il Calcio Padova dalla gestione di Cesare Viganò. Ottiene la promozione in Serie C1 al primo tentativo. Due anni dopo sfiora la Serie B con il Padova che viene sconfitto in semifinale di play-off dall'Albinoleffe. Contestato nel 2001 per la paventata fusione con il Cittadella lascia nel 2004 per difficoltà economiche.